# Париани, Джино
Вирджи́нио (Джино) Пи́тер Париа́ни (англ. Virginio “Gino” Peter Pariani; 21 февраля 1928, Сент-Луис, Миссури, США — 9 мая 2007, там же) — американский футболист итальянского происхождения, полузащитник, участник Олимпийских игр 1948 года (был в запасе) и чемпионата мира 1950 года. На чемпионате мира в Бразилии забил один мяч. Включён в Зал американской футбольной славы.

## Карьера

### Клубная
Париани начал играть в футбол в юношеской команде в возрасте 13 лет. В 15 он уже был игроком «Шумахерс», с которым в тот же год стал победителем чемпионата лиги Сент-Луиса. Совершив переход в клуб «Рафтериз» и сыграв в нём полноценный сезон 1946/47 гг., Джино был назван самым ценным игроком лиги. Позже Париани играл за «Сент-Луис Симпкинс Форд», выигрывая с ним в 1948 и 1950 годах открытый кубок США.
Он играл вплоть до 1963 года. В его послужной список также вошли клубы «Калкатерра» и «Уайлд Кэтс». Ежегодно с 1946 по 1953 гг. Париани входил в символическую сборную Сент-Луиса.

### В сборной
Париани дебютировал в сборной двумя товарищескими матчами против Норвегии и Северной Ирландии в августе 1948 года. Оба завершились сухим поражением сборной США.
В 1950 году на чемпионате мира в Бразилии Джино Париани принял участие во всех трёх играх сборной США. В первой игре с испанцами на 17-й минуте он отметился забитым голом, который долгое время оставался единственным в матче. Однако в последней десятиминутке американцы не выдержали натиска европейцев и проиграли 1:3. Париани был в составе команды, сотворившей сенсацию в Белу-Оризонти, обыграв родоначальников футбола 1:0. Третий матч группового турнира против сборной Чили успеха американской команде не принёс – поражение 2:5. Эта игра стала последней для Джино Париани в футболке национальной сборной.
| Матчи и голы Джино Париани за сборную США | Матчи и голы Джино Париани за сборную США | Матчи и голы Джино Париани за сборную США | Матчи и голы Джино Париани за сборную США | Матчи и голы Джино Париани за сборную США | Матчи и голы Джино Париани за сборную США | Матчи и голы Джино Париани за сборную США |
| ----------------------------------------- | ----------------------------------------- | ----------------------------------------- | ----------------------------------------- | ----------------------------------------- | ----------------------------------------- | ----------------------------------------- |
| №                                         | Дата                                      | Место проведения                          | Соперник                                  | Счёт                                      | Голы                                      | Турнир                                    |
| 1                                         | 6 августа 1948                            | Осло, Норвегия                            | Норвегия                                  | 0:11                                      | -                                         | Товарищеский матч                         |
| 2                                         | 11 августа 1948                           | Белфаст, Северная Ирландия                | Северная Ирландия                         | 0:5                                       | -                                         | Товарищеский матч                         |
| 3                                         | 25 июня 1950                              | Куритиба, Бразилия                        | Испания                                   | 1:3                                       | 1                                         | Чемпионат мира 1950                       |
| 4                                         | 29 июня 1950                              | Белу-Оризонти, Бразилия                   | Англия                                    | 1:0                                       | -                                         | Чемпионат мира 1950                       |
| 5                                         | 2 июля 1950                               | Ресифи, Бразилия                          | Чили                                      | 2:5                                       | -                                         | Чемпионат мира 1950                       |

Итого: 5 матчей / 1 гол: 1 победа, 0 ничьих, 4 поражения.
В январе 2004 года вместе с оставшимися на тот момент в живых членами сборной США образца 1950 года Париани принял участие в чествовании участников памятного матча в Белу-Оризонти Национальной Ассоциацией футбольных тренеров США.
В фильме «Игра их жизней» о победном матче американцев над англичанами на чемпионате мира 1950, вышедшем на экраны в 2005 году, роль Джино Париани исполнил австралийский актёр Луис Мэндилор. Один из сыновей Париани, Гленн, исполнил в том фильме эпизодическую роль тренера.
Джино Париани был женат, имел семеро детей. Умер от костной опухоли в 2007 году.